# Lielie Kangari
Lielie Kangari este o arie protejată (arie specială de conservare — SAC, sit de importanță comunitară — SCI, arie de protecție specială avifaunistică — SPA) din Letonia întinsă pe o suprafață de 1.936,5 ha, integral pe uscat.

## Localizare
Centrul sitului Lielie Kangari este situat la coordonatele 56°55′43″N 24°44′33″E / 56.9285°N 24.7425°E.

## Înființare
Situl Lielie Kangari a fost declarat arie de protecție specială avifaunistică în decembrie 2002 pentru a proteja 2 specii de plante și 22 de specii de animale. Alte tipuri de protecție:
- sit de importanță comunitară (în mai 2004)
- arie specială de conservare (în mai 2004)[1][3][4]

## Biodiversitate
Situată în ecoregiunea boreală, aria protejată conține 15 habitate naturale: Lacuri eutrofice naturale cu vegetație de tip Magnopotamion sau Hydrocharition, Lacuri și iazuri distrofice naturale, Cursuri de apă de la nivel de câmpie la nivel montan, cu vegetație Ranunculion fluitantis și Callitricho-Batrachion, Formațiuni ierboase bogate în specii de Nardus, dezvoltate pe substraturi silicioase în zone montane (și în zone submontane, în Europa continentală), Turbării active, Mlaștini oligotrofe degradate, capabile încă de regenerare naturală, Mlaștini turboase de tranziție și turbării mișcătoare, Depresiuni pe substraturi de turbă de Rhynchosporion, Taiga vestică, Păduri caducifoliate bătrâne naturale hemiboreale fino-scandinave (Quercus, Tilia, Acer, Fraxinus sau Ulmus) bogate în specii epifite, Păduri fino-scandinave bogate în ierburi cu Picea abies, Păduri de conifere pe eskere fluvioglaciare sau legate la acestea, Păduri caducifoliate de mlaștină fino-scandinave, Păduri pe pante, grohotișuri și ravene de Tilio-Acerion, Mlaștini împădurite.
La baza desemnării sitului se află mai multe specii protejate:
- plante (2): papucul doamnei (Cypripedium calceolus), dedițelul (Pulsatilla patens)
- păsări (18): minunița (Aegolius funereus), cocoșul de mesteacăn (Bonasa bonasia), caprimulg (Caprimulgus europaeus), barză neagră (Ciconia nigra), erete de stuf (Circus aeruginosus), ciocănitoare cu spate alb (Dendrocopos leucotos), ciocănitoare neagră (Dryocopus martius), muscar (Ficedula parva), ciuvică (Glaucidium passerinum), cocor (Grus grus), vultur pescar (Pandion haliaetus), viespar (Pernis apivorus), ciocănitoare de munte (Picoides tridactylus), ciocănitoare verzuie (Picus canus), ploier auriu (Pluvialis apricaria), cocoșul de mesteacăn (Tetrao tetrix tetrix),  cocoș de munte (Tetrao urogallus), fluierar de mlaștină (Tringa glareola)
- mamifere (1): vidră de râu (Lutra lutra)
- nevertebrate (3): fluturele purpuriu (Lycaena dispar), Osmoderma barnabita, Unio crassus

Pe lângă speciile protejate, pe teritoriul sitului au mai fost identificate 24 de specii de plante, 2 specii de păsări, 2 specii de mamifere, 10 specii de nevertebrate.